# Suisse aux Jeux olympiques d'hiver de 1924
Cet article contient des informations sur la participation et les résultats de la Suisse aux Jeux olympiques d'hiver de 1924 à Chamonix en France.
L'équipe de Suisse olympique remporte trois médailles, lors de ces premiers Jeux olympiques d'hiver de 1924 à Chamonix, se situant à la 4e place des nations au tableau des médailles.

## Liste des médaillés suisse

### Médailles d'or
- Bobsleigh
  - Bob à quatre : Alfred Neveu, Eduard Scherrer, Alfred Schläppi et Heinrich Schläppi

- Patrouille militaire
  - Par équipes : Alfred Aufdenblatten, Alphonse Julen, Antoine Julen et Denis Vaucher

### Médaille de bronze
- Patinage artistique
  - Individuel hommes : Georges Gautschi

## Engagés suisses par sport

### Combiné nordique
| Athlètes               | Ski de fond     | Ski de fond | Ski de fond | Saut à ski   | Saut à ski | Saut à ski   | Saut à ski | Saut à ski | Saut à ski | Total  | Total      |
| Athlètes               | Ski de fond     | Ski de fond | Ski de fond | 1er saut     | 1er saut   | 2e saut      | 2e saut    | Moyenne    | Moyenne    | Total  | Total      |
| Athlètes               | Temps           | Points      | Places      | Distance (m) | Points     | Distance (m) | Points     | Points     | Place      | Points | Classement |
| ---------------------- | --------------- | ----------- | ----------- | ------------ | ---------- | ------------ | ---------- | ---------- | ---------- | ------ | ---------- |
| Xaver Affentranger     | 1 h 36 min 36 s | 9,000       | 14          | 33,0         | 12,917     | 34,0         | 13,833     | 13,375     | 16         | 11,188 | 17         |
| Hans Eidenbenz         | 1 h 39 min 51 s | 7,375       | 16          | 36,5         | 14,708     | 41,5         | 16,458     | 15,583     | 10         | 11,479 | 15         |
| Alexandre Girard-Bille | 1 h 41 min 43 s | 6,500       | 17          | 38,0         | 15,916     | 41,0         | 17,5       | 16,708     | 5          | 11,604 | 14         |
| Peter Schmid           | 1 h 33 min 34 s | 10,375      | 9*          | 34,5         | 14,291     | 33,0         | 13,833     | 14,062     | 14         | 12,219 | 11*        |